# Космос-2367
Космос-2367 је један од преко 2400 совјетских вјештачких сателита лансираних у оквиру програма Космос.
Космос-2367 је лансиран са космодрома, 26. децембра 1999. Ракета-носач је поставила сателит у орбиту око планете Земље. 